# Пюхянтя
Пюхянтя (фин. Pyhäntä) — община в Финляндии, в провинции Северная Остроботния. Население составляет 1 624 человека (на 2011 год); площадь — 847,48 км². Плотность населения — 2 чел/км². Официальный язык — финский.

## Населённые пункты
В общине расположены следующие деревни: Ахокюля, Ояланкюля, Ламуйоки, Тавасткенкя и Виитамяки.

## Демография
На 31 января 2011 года в общине Пюхянтя проживало 1624 человека: 833 мужчины и 791 женщина.
Финский язык является родным для 99,69 % жителей, шведский — для 0 %. Прочие языки являются родными для 0,31 % жителей общины.
Возрастной состав населения:
- до 14 лет — 21,43 %
- от 15 до 64 лет — 62,62 %
- от 65 лет — 16,5 %

Изменение численности населения по годам:
| Год  | Численность |
| ---- | ----------- |
| 1980 | 1687        |
| 1990 | 2097        |
| 2000 | 1911        |
| 2010 | 1633        |
| 2011 | 1624        |

## Галерея

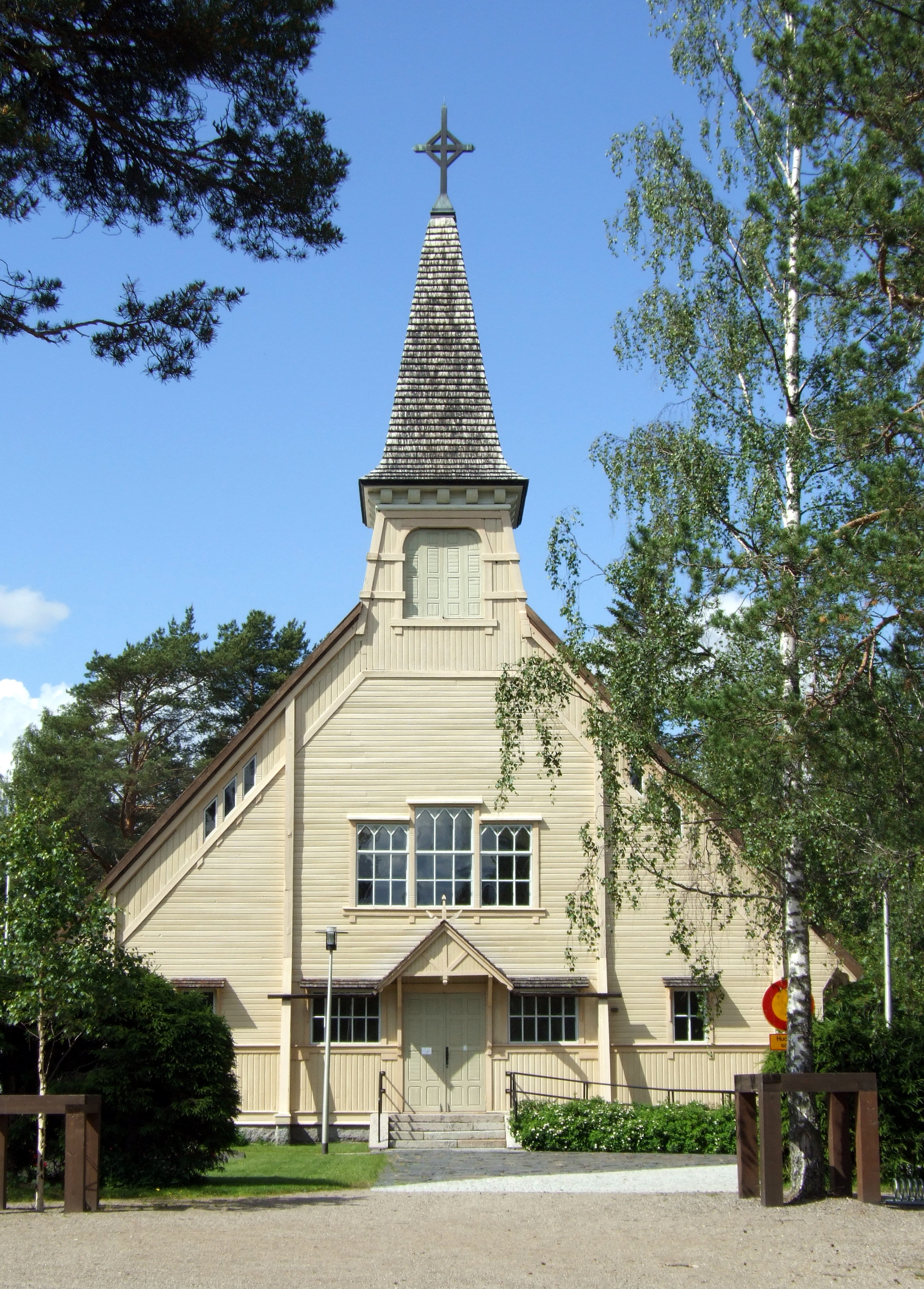
Церковь в Пюхянтя